# 59 Андромеды
59 Андромеды (лат. 59 Andromedae) — двойная звезда в созвездии Андромеды на расстоянии (вычисленном из значения параллакса) приблизительно 456 световых лет (около 140 парсеков) от Солнца.

## Характеристики
Первый компонент (HD 13294) — бело-голубая звезда спектрального класса B9V. Видимая звёздная величина звезды — +6,047m. Радиус — около 2,73 солнечных, светимость — около 83,97 солнечных. Эффективная температура — около 10870 K.
Второй компонент (HD 13295) — белая звезда спектрального класса A1Vn. Видимая звёздная величина звезды — +6,712m. Масса — 2,23 солнечных, радиус — около 2,59 солнечных, светимость — около 30,4 солнечных. Эффективная температура — около 9498 K. Удалён на 16,6 угловых секунд (около 1370 а.е.).